# Nesvorný
Nesvorný je jeden ze skupiny rybníků poblíž Putimi. Má obdélníkový tvar o délkách stran zhruba 100 na 170 m, přičemž hráz je na delší straně orientována ze západu na východ. Voda přitéká do rybníka přepadem z rybníka Netušil, jehož hráz zároveň tvoří jeho severní břeh. Odtéká přepadem do bezejmenného rybníka, jehož břeh je tvořen na severu opět hrází rybníka Nesvorný. Břehy rybníka tvoří stromy na hrázích, rákosiny, na západní straně pole a na východní železniční trať. Na východě též vede cesta, kterou se lze dostat na jednotlivé hráze. Rybník vznikl před rokem 1869.

## Galerie

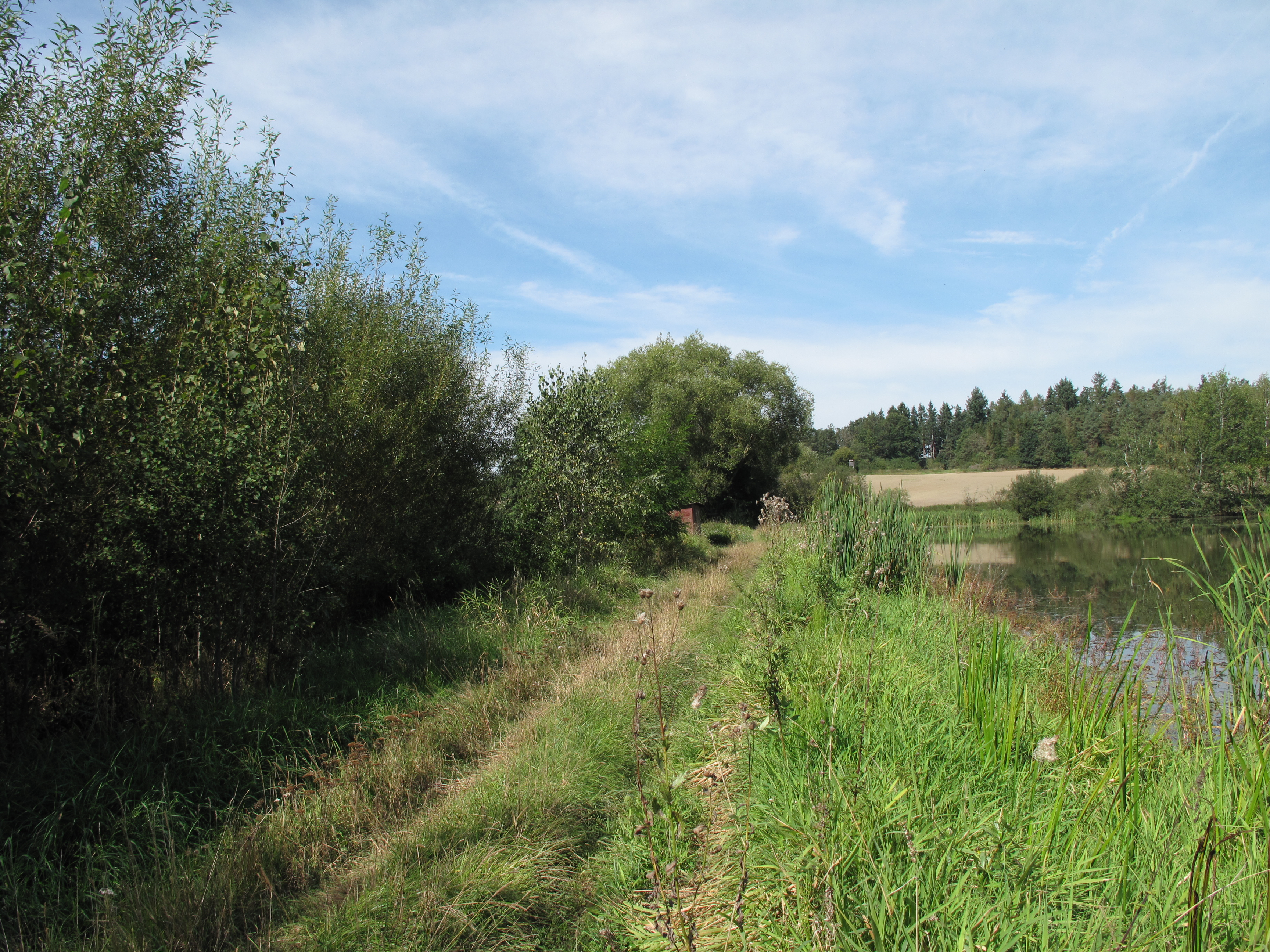
Cesta na hrázi
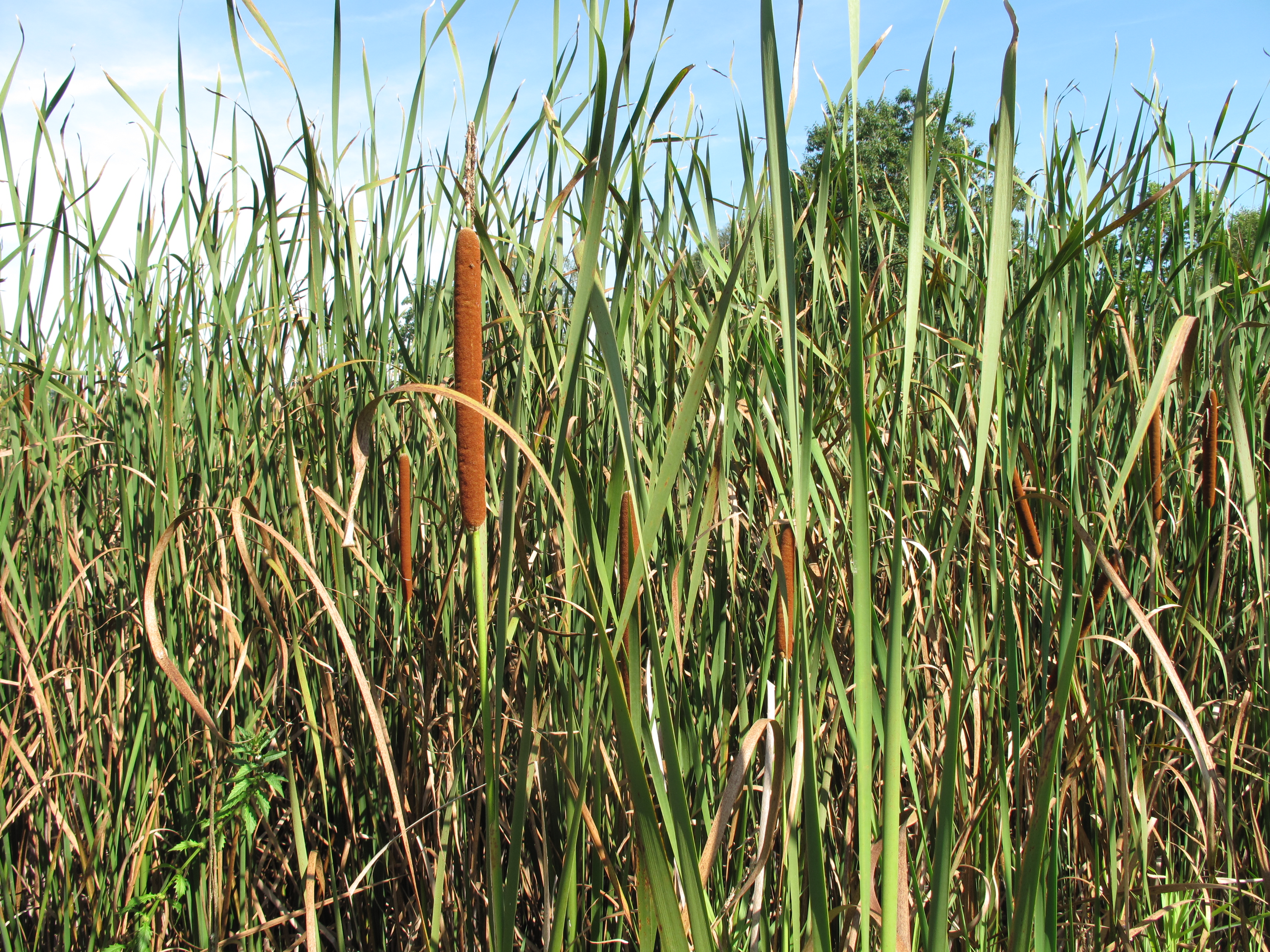
Orobinec
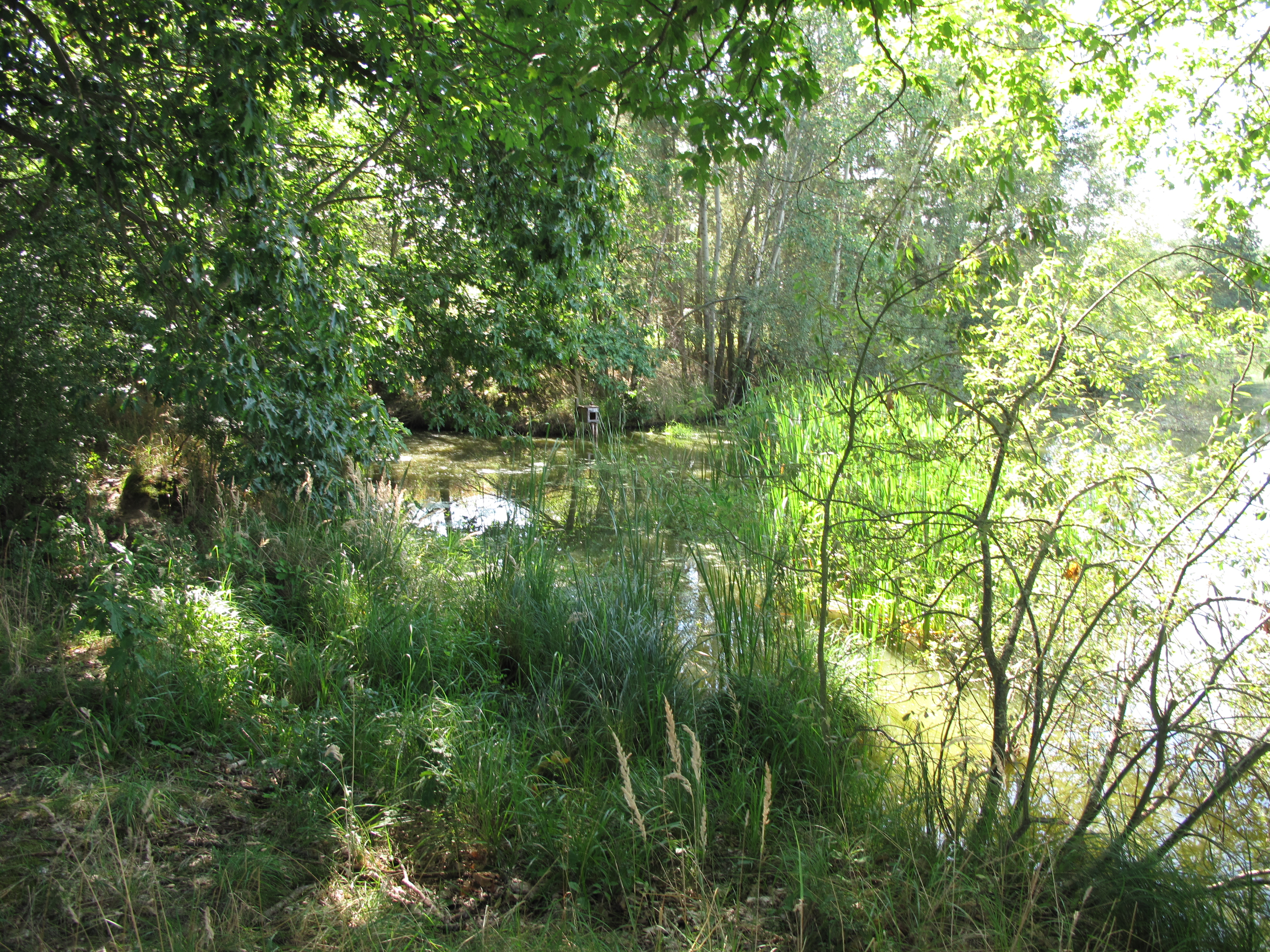
Vegetace na hrázi